# Central Park (Manhattan)

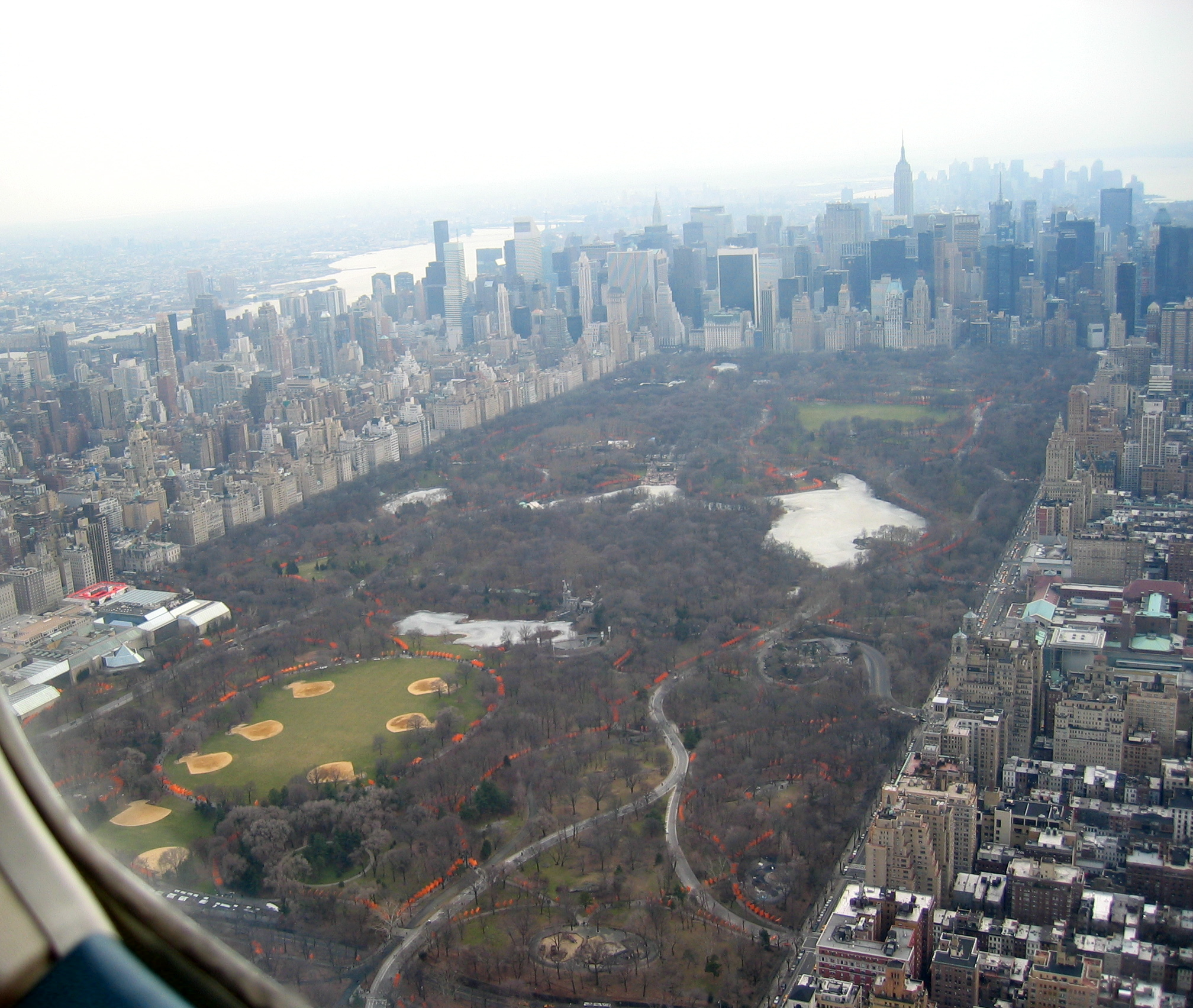
Central Park in vogelvlucht

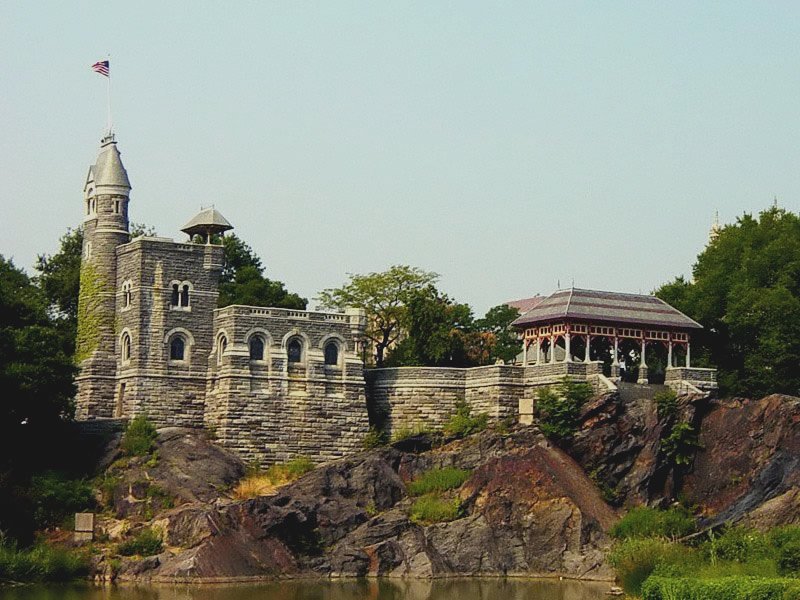
Belvedere Castle

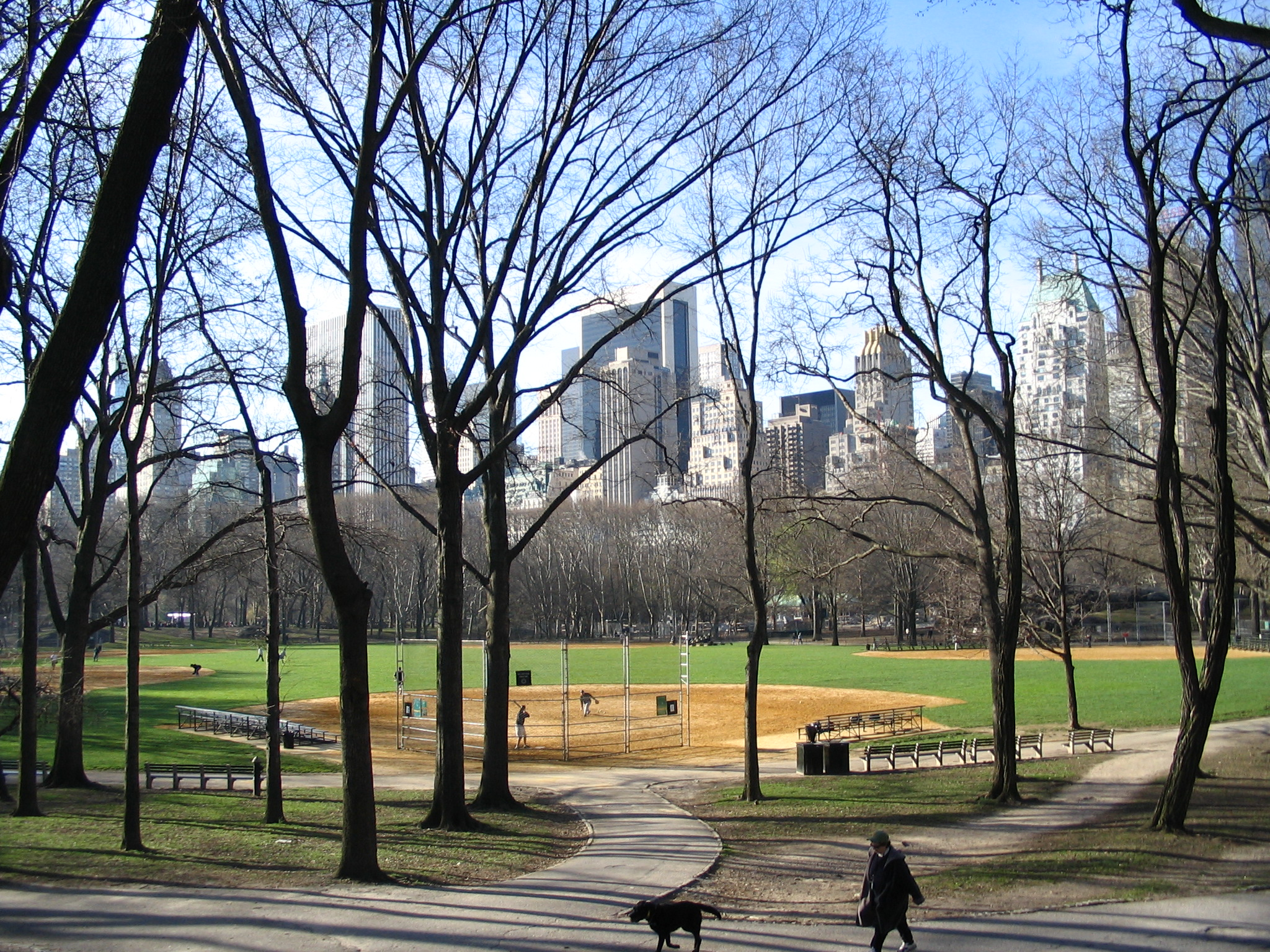
Honkbalveld

Central Park is een groot stadspark op het eiland Manhattan in de stad New York. Het is het bekendste park van New York en wellicht zelfs van de Verenigde Staten. Central Park komt veelvuldig voor in films en televisieprogramma's. Met zo’n 25 miljoen bezoekers per jaar is het park het meest bezochte park in de Verenigde Staten.
Het langwerpige park strekt zich uit over 4 kilometer van 59th tot 110th Street en heeft een totale oppervlakte van 341 hectare. De aanleg van het park nam 16 jaar in beslag, waarin in aanvang ruim 500.000 bomen en planten werden geplant. In 1965 werd het park officieel een historisch monument en in 1974 een stedelijk monument. Het wordt beheerd door de Central Park Conservancy, een particuliere non-profitorganisatie, in samenwerking met de New York City Department of Parks and Recreation.
Het park werd ontworpen door Frederick Law Olmsted en Calvert Vaux, die later het Prospect Park in Brooklyn ontwierp. Hoewel vele delen van het park natuurlijk lijken is het volledig door mensenhanden aangelegd. Het bevat verschillende ontworpen meren, een uitgebreid net van wandelpaden, twee ijsschaatsbanen, een roeivijver, een dierenbegraafplaats, open grasgebieden die zowel voor de beoefening van verschillende sporten of als ligweiden benut worden en meerdere speeltuinen. Het park is een veelbezochte rustplaats voor trekkende vogels en daarom ook populair bij vogelaars. De 10 kilometer lange weg die het park omringt is populair bij joggers, fietsers en inline-skaters, vooral in de weekenden en na 19.00 uur, als het autoverkeer uit het park verbannen wordt.

## In het park
Het park herbergt enkele belangrijke gebouwen:
- het Belvedere Castle
- The Dairy: het bezoekerscentrum
- de draaimolen
- het Central Park Wildlife Center; een kleine dierentuin, opgedeeld in drie klimaatzones
- het Charles A. Dana Discovery Center gelegen aan het Harlem Meer.

Daarnaast zijn er tal van kunstwerken (het Metropolitan Museum of Art buiten beschouwing gelaten). De bekendste zijn:
- de Naald van Cleopatra
- een beeld van Alice in Wonderland
- een beeld van Hans Christian Andersen
- een beeld van Balto, een sledehond, door Frederick Roth (1926)
- een beeld van Christoffel Columbus, door Jeronimo Suñol (1894)

Rond het park kan men de Frick Collection, het American Museum of Natural History en het Guggenheim Museum bezoeken. Het chique Plaza Hotel kijkt uit op het park.

## Geschiedenis

### Behoefte aan open ruimte
Tussen 1821 en 1855 nam het aantal inwoners van New York toe tot bijna het viervoudige. Naarmate de stad uitbreidde, werden de mensen aangetrokken tot de weinige open ruimten, voornamelijk kerkhoven, om even weg te zijn uit het lawaai en het chaotische stadsleven. Uiteindelijk werd de vraag naar een groot publiek park, naar het voorbeeld van het Bois de Boulogne in Parijs of het Londense Hyde Park, verwoord door de dichter en schrijver van de toenmalige Evening Post (tegenwoordig de New York Post), William Cullen Bryant, en de eerste Amerikaanse landschapsarchitect Andrew Jackson Downing, die in 1844 over de behoefte aan een openbaar park publiceerde. In 1853 bestemde het New Yorks bestuur een gebied van 2,8 km² tussen 59th en 106th Street voor de aanleg van het park. De grond kostte meer dan 5 miljoen dollar. Het park maakte geen deel uit van het Commissioners' Plan van 1811.

### Aanleg

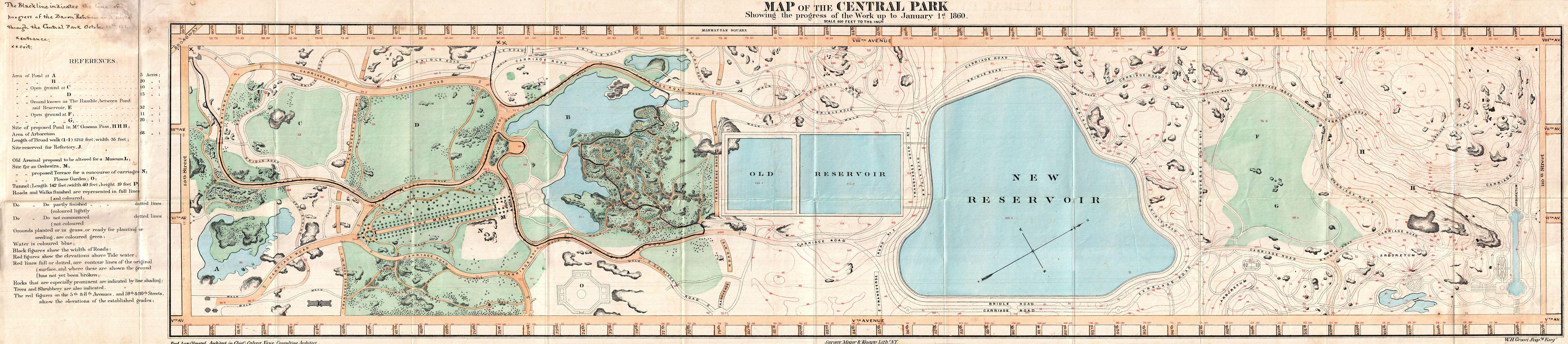
Het gedeeltelijk voltooide park op 1 januari 1860, kort voor het eerste ontslag van Frederick Olmsted als hoofdopzichter

De staat stelde een Central Park-commissie aan om de ontwikkeling van het park voor te bereiden. In 1857 hield deze commissie een landschapontwerpwedstrijd. De schrijver Frederick Law Olmsted en de Engelse architect Calvert Vaux ontwikkelden het zogenaamde "Greensward Plan" dat als het winnende ontwerp gekozen werd.
Volgens Olmsted was het park "zeer belangrijk als het eerste echte Park aangelegd in deze eeuw - een democratische ontwikkeling van de grootse betekenis…", een kijk die waarschijnlijk geïnspireerd was door zijn verblijf en verschillende reizen in Europa in 1850.
Verschillende invloeden werden samengebracht in het ontwerp. Aangelegde kerkhoven als Mount Auburn (in Cambridge, Massachusetts) en Green-Wood (Brooklyn, New York) waren een voorbeeld van idyllische naturalistische landschappen. De meest invloedrijke innovaties in het ontwerp van Central Park waren de "gescheiden circulatiesystemen" voor voetgangers, ruiters, en pleziervoertuigen. Het doorgaande stadsverkeer werd verborgen in wegbeddingen die volledig afgeschermd werden door dichtbegroeide plantengordels, opdat de impressie van een rustieke scène bewaard bleef. Het Greensward-plan bevatte 36 bruggen, elk verschillend en ontworpen door Vaux, gaande van ruwe spannen uit Manhattan schist of graniet tot fijne neogotische ijzerwerken. Het samengaan van de strakke lijnen van dubbele iepenlanen die the Mall vormen en die culmineren aan Bethesda Terrace, met een uitzicht over het meer en het bosgebied lagen aan de basis van het totaalontwerp.
Voor met de aanleg van het park kon worden begonnen moest het gebied eerst worden ontdaan van haar bewoners. De meesten waren vrij arm en waren ofwel vrije Afro-Amerikanen ofwel van Duitse of Ierse origine. Velen van hen leefden in kleinere dorpjes zoals Seneca Village, Harsenville, het Piggery District of de Convent of the Sisters of Charity. De bijna 1600 tot de arbeidersklasse behorende bewoners werden in 1857 onteigend en uitgezet. Seneca Village en delen van de andere gemeenschappen werden gesloopt om plaats te maken voor het park.
Tijdens de aanleg van het park lag Olmsted gedurig in de knoop met de Parks Commissioners, van wie er vele aangesteld waren via het democratische patronagesysteem van Tammany Hall. In 1860 werd Olmsted voor de eerste keer ontslagen als hoofdopzichter van Central Park en vervangen door Andrew Haswell Green. Ondanks diens relatief beperkte ervaring slaagde hij er in de aanleg te versnellen en de onderhandelingen af te ronden over de aankoop van 26 ha grond ten noorden van het park tussen 106th en 110th Street. Dit gedeelte zou aangelegd worden als het 'ruige' deel van het park.
Tussen 1860 en 1873 was de aanleg van het park goed gevorderd en waren de meeste hordes gelopen. Tijdens deze periode werd meer dan 14.000 m³ bovengrond aangebracht uit New Jersey, omdat de oorspronkelijke bodem niet goed genoeg was om de verscheidenheid aan bomen, struiken en planten te dragen, zoals bepaald in het Greensward Plan. Het park werd officieel voltooid in 1873. Uit het park waren meer dan 10 miljoen karrenvrachten aan materiaal afgevoerd, inclusief bodem en rotsen, die handmatig waren uitgegraven. Meer dan vier miljoen bomen, struiken en planten werden geplant.

### 20e eeuw
Na de voltooiing raakte het park al vrij snel in verval. Een van de hoofdredenen was de desinteresse van Tammany Hall, het toenmalig grootste politieke netwerk in New York.
Rond de eeuwwisseling werd het park voor nieuwe uitdagingen gesteld. Auto’s waren in opkomst en werden een alledaags iets in het straatbeeld, en brachten heel wat vervuiling met zich mee. Ook trad er een mentaliteitsverandering op, die een functiewijziging van parken teweegbracht. Deze deden niet meer uitsluitend dienst voor het maken van wandelingen en houden van picknicks in een rustiek kader, maar werden nu ook bezocht om te sporten en voor andere vormen van recreatie. Volgend op de ontbinding van de Central Park Commission in 1870, het vertrek van Andrew Green uit het project, en de dood van Vaux in 1895, raakten de onderhoudsvoorzieningen in verval en er werden weinig of geen pogingen meer ondernomen om dode bomen en andere planten te vervangen en om gazons te herstellen. Verschillende decennia deden de autoriteiten weinig of niets om vandalisme te voorkomen en afval op te ruimen.
Dit veranderde in 1934 toen Fiorello LaGuardia tot burgemeester van New York verkozen werd en de vijf destijds bestaande parkgerelateerde departementen samenvoegde. LaGuardia stelde stadsplanoloog Robert Moses aan voor de grote schoonmaak van het vervallen relikwie uit vervlogen tijden. Moses slaagde er in één jaar tijd in niet alleen Central Park, maar ook andere parken in New York op te schonen en te herstellen. Gazons en bloemenperken werden herplant, dode bomen en struiken vervangen, muren gezandstraald en bruggen hersteld. Ook grote heraanleg- en constructiewerken werden uitgevoerd; zo werd het Croton Reservoir opgevuld zodat de Great Lawn werd gevormd. De intenties van het Greensward Plan om een idyllisch landschap te creëren werd gecombineerd met Moses visie om het park ook voor recreatieve doeleinden te gebruiken. Zo werden negentien speeltuinen en twaalf balsportvelden aangelegd.

### 1960-1980
Toen Robert Moses in 1960 aftrad als Parks Commissioner kon niemand met dezelfde macht en invloed hem vervangen. Tijdens zijn zesentwintig jaar als commissaris had hij niet alleen de parken in New York onderhouden, maar tevens vele andere projecten opgestart. Na zijn vertrek begon de staat van het park geleidelijk te verslechteren door vandalisme, afval en graffiti, en verschillende evenementen die plaats hadden in het park. Oudjaarsviering, zomerconcerten, vredesmanifestaties en protesttochten en vele andere activiteiten in de jaren zestig resulteerden erin dat het park weer ging lijken op het park dat Robert Moses bij zijn aanstelling aangetroffen had. Het aantal in het park gepleegde misdrijven nam toe, de financiering verminderde en het park leek niet meer onder controle.
Tegen 1975 gingen verscheidene belangengroepen samen om nieuwe ideeën naar voor te brengen over hoe het park beheerd kon worden. Om invloed te winnen over het directe parkbeheer benaderden zij de New Yorkse burgemeester Edward Koch, en de toenmalige parkcommissaris Gordon Davis. Onder hun leiderschap werd in 1980 de Central Park Conservancy opgericht, geleid door de voorzitter Bill Beinecke en Central Park Administrateur Betsy Barlow Rogers.
Ondanks haar voorkomen waren er ook verschillende positieve aspecten aan deze twintigjarige periode. Het Public Theater startte in 1962 met haar Shakespeare in the Park, en het New York Philharmonic Orchestra en de Metropolitan Opera begonnen met hun jaarlijkse zomerconcerten op de Great Lawn.

### 1980 tot heden
Toen de Central Park Conservancy van start ging wilden de stichters geen nieuwe organisatie oprichten wegens de hoge loonkosten van officieel aangestelde onderhoudsmensen. Daarentegen besloten ze voornamelijk vrijwilligers aan te trekken voor het grootste deel van het werk, dit drukte niet enkel de kosten maar paste ook in een campagne om de New Yorkers meer bewust te maken van het park, en om het park met de identiteit van de stad te vereenzelvigen.
De behoudsorganisatie werkte samen met de Parks Commissioner en nam alle verantwoordelijkheid voor de restauratie en het onderhoud van het park op zich. In 1981 stelden ze een document "Rebuilding Central Park for the 1980s and Beyond" op. Het bestond uit een vroeg uitgedacht masterplan voor de verdere ontwikkeling van het park en beschreef de nodige acties om het park te herstellen in haar oorspronkelijke staat.
Drie hoofdtaken bleken volgens het document essentieel voor de toekomst van Central Park. Het architecturale erfgoed diende te worden hersteld, niet enkel het landschap en de omgeving, maar ook de bruggen, gebouwen en andere structuren die schade hadden opgelopen tijdens twintig jaar verwaarlozing. Daarnaast moest het gras op uitgebreide schaal opnieuw worden ingezaaid en elk gedeelte van het park constant worden verzorgd. Ten derde moesten er programma’s worden opgestart die de veiligheid in het park –vooral 's nachts- moesten verhogen, om zo meer bezoekers aan te trekken.
Deze inspanningen wierpen vruchten af. Vandaag zijn zowat alle structuren hersteld, verkeert het park terug in goede staat en is het een van de veiligste stedelijke parken ter wereld.

## Criminaliteit
Hoewel vaak naar het park wordt verwezen als een mooie oase van rust binnen de "stad die nooit slaapt," was Central Park, uitgaand van de misdaadstatistieken, ooit een gevaarlijke plek, zeker na zonsondergang. Het park is anno 2015 overdag veilig, maar in vroegere tijden waren overvallen en verkrachtingen niet uitzonderlijk. Breed uitgemeten incidenten van seksuele agressie en diefstal met geweld weerhielden velen ervan het gebied te bezoeken.
Nadat de criminaliteit in het park, zoals in de rest van New York, teruggedrongen was, vervaagde ook de negatieve perceptie omtrent de veiligheid. Het park heeft een eigen politiedistrict, het Central Park Precinct, dat zowel gewone politieagenten als vrijwilligers in dienst heeft. In 2005 waren er in het park, dat jaarlijks meer dan 25 miljoen bezoekers telt, minder dan honderd ernstige misdaden. Een groot deel van de geregistreerde incidenten betreft schermutselingen tussen personen die elkaar kennen, eerder dan dat willekeurige bezoekers erbij betrokken zijn.

## Wetenswaardigheden
- Op het grootste cruiseschip ter wereld, de Oasis of the Seas, heeft men een kunstmatig park gerealiseerd dat ook de naam Central Park heeft.
- De tekenfilmserie Tupu speelt zich af in Central Park.
- Het Belvedere kasteel speelde een rol in de film De Smurfen.
- In de film Flodder in Amerika! komt de familie Flodder in Central Park terecht nadat ze uit het luxe Plaza hotel worden gezet.
- In de film Home Alone 2,  ontmoet Kevin in Central Park de vrouw met de duiven.